# George Webber (atleta)
George Joseph Webber (6 dicembre 1895 – Luton, 31 maggio 1950) è stato un mezzofondista britannico.

## Palmarès

### Olimpiadi
- Argento a Parigi 1924 nella 3000 metri a squadre.